# Sue Henry
Pour les articles homonymes, voir Henry.
Sue Henry, née le 19 janvier 1940 à Salmon (Idaho) et morte le 20 novembre 2020 à Anchorage, est une femme de lettres américaine, auteure de roman policier.

## Biographie
Elle est professeure à l'université de l'Alaska à Anchorage.
En 1991, elle publie son premier roman, Murder on the Iditarod Trail avec lequel elle est lauréate du prix Macavity 1992 du meilleur premier roman et le prix Anthony 1992 du meilleur premier roman.

## Œuvre

### Romans

#### SérieAlex Jensen et Jessie Arnold
- Murder on the Iditarod Trail (1991)
- Termination Dust (1996)
- Sleeping Lady (1996)
- Death Takes Passage (1997)
- Deadfall (1998)
- Murder on the Yukon Quest: An Alaska Mystery (1999)
- Beneath the Ashes (2001)
- Dead North (2001)
- Cold Company  (2002)
- Death Trap (2003)
- Murder at Five Finger Light (2005)
- Degrees of Separation (2008)
- Cold as Ice (2010)

#### SérieMaxie et Stretch
- The Serpents Trail (2004)
- The Tooth of Time (2006)
- The Refuge (2007)
- The End of the Road (2009)

## Adaptation
- 1996 : Meurtres sur l'Iditarod (The Cold Heart of a Killer), téléfilm américain réalisé par Paul Schneider (en), adaptation de Murder on the Iditarod Trail

## Prix et distinctions
- Prix Macavity 1992 du meilleur premier roman pour Murder on the Iditarod Trail
- Prix Anthony 1992 du meilleur premier roman pour Murder on the Iditarod Trail